# Ezequiel Lavezzi
Ezequiel Iván Lavezzi, född 3 maj 1985 i Villa Gobernador Galvez i Santa Fé, är en argentinsk före detta fotbollsspelare (anfallare) som sist spelade för kinesiska Hebei China Fortune.Lavezzi var en snabb och svårfångad anfallare som var en stor del i Napolis fruktade "Il tridente Azzurro" tillsammans med Edinson Cavani och Marek Hamšík.

## Klubbkarriär

### Barndomen och de tidiga åren
Som ung älskade Lavezzi fotboll och höll på klubblaget Rosario Central som fanns i staden där han är uppväxt. Lavezzi tatuerade senare klubbmärket på ryggen.
Redan som ung märkte man Lavezzis fotbollstalang då han spelade för Boca Juniors ungdomslag från tio till 17 års ålder. Lavezzi flyttade till ungdomslaget i Estudiantes 2003, där spelade han 39 matcher och gjorde 17 mål.

### San Lorenzo

#### Från lån av Genoa
Han blev köpt av italienska klubblaget Genoa CFC 2004 för en miljon euro, men lånades direkt till argentinska CA San Lorenzo de Almagro. Han var 19 år och var bland de fyra bästa målgörarna i Apertura 2004 med sina sex mål. Efter en match mot CA River Plate på Estadio Monumental Antonio Vespucio Liberti|El Monumetal gav argentinsk media honom smeknamnet la Bestia (Odjuret). Han gjorde ett mål i 69:e minuten som gav San Lorenzo en viktig seger, vilket betydde att San Lorenzo kunde vara med och slåss om titeln i argentinska ligan då de låg tvåa efter just River Plate.

#### Seger i den argentinska ligan
Det var planerat att Lavezzi skulle gå tillbaka till Genoa efter säsongslånet men det kom problem i vägen. Medan Lavezzi spelade i Argentina hände en skandal i Italien där Genoa var inblandade, vilket gjorde att de fick gå ner till Serie C1 (tredje division i italiensk fotboll). Han blev såld till San Lorenzo för 1,2 miljoner euro. I comebacken i San Lorenzo som spelade i Apertura 2005 hjälpte han dem att komma till en 11:e plats i ligan, och gjorde åtta mål vilket gjorde att han kom fyra i skytteligan. Hans sista säsong gjorde honom mest känd då han hjälpte San Lorenzo till titeln Clausura 2007 där de slog Boca Juniors-mästarna med sex poäng.

### Napoli
Napoli hade kommit till Serie A igen, efter att ha kommit tvåa i Serie B säsongen innan. För att förstärka laget och göra det till ett topplag igen köpte Napoli Lavezzi på ett 5-årskontrakt 5 juli 2007. Transfern var sex miljoner euro. Han presenterades för fansen och fick nummer sju första säsongen.

#### Första säsongen 2007/08
Väldigt tidigt imponerade han på klubben och fick en säker plats i laget efter att ha gjort ett hat trick i matchen mot Pisa där de vann med 3-1 i Coppa Italia på Stadion San Paolo, detta var det första hat tricket av en Napolispelare på 14 år. Första ligamålet Lavezzi gjorde för Napoli kom vid 5-0-vinsten mot Udinese 2 september 2007. Napoli hade inte vunnit en match med så mycket marginal sedan 1988, då Diego Maradona spelade i klubben. 

### Paris Saint-Germain
I juli 2012 blev det klart att Lavezzi ska spela i PSG nästa säsong. Övergångssumman blev 265 miljoner kronor och han skrev på ett 4-årskontrakt med den franska huvudstadsklubben.

## Landslagskarriär
Han gjorde sin första landskamp för argentinska landslaget mot Chile den 18 april 2007.

## Meriter
San Lorenzo
- Primera División:  Clausura 2006–07

 Napoli
- Coppa Italia: 2011–12

 Paris Saint-Germain
- Ligue 1: 2012–13, 2013–14, 2014–15
- Coupe de la Ligue: 2013–14, 2014–15
- Coupe de France: 2014–15
- Trophée des Champions: 2013, 2014